# Крепость Алидзор
Крепость Алидзор (арм. Հալիձորի բերդ), также известная как Алидзорская пустыня Св. Астватсатсин (Св. Богоматери) — архитектурный комплекс, расположенный в Сюникской области Армении, на правом берегу реки Вохчи около города Капан, расположенного в 1 км к юго-западу от крепости. Сама крепость находится на высоте 1051 м над уровнем моря.

## История

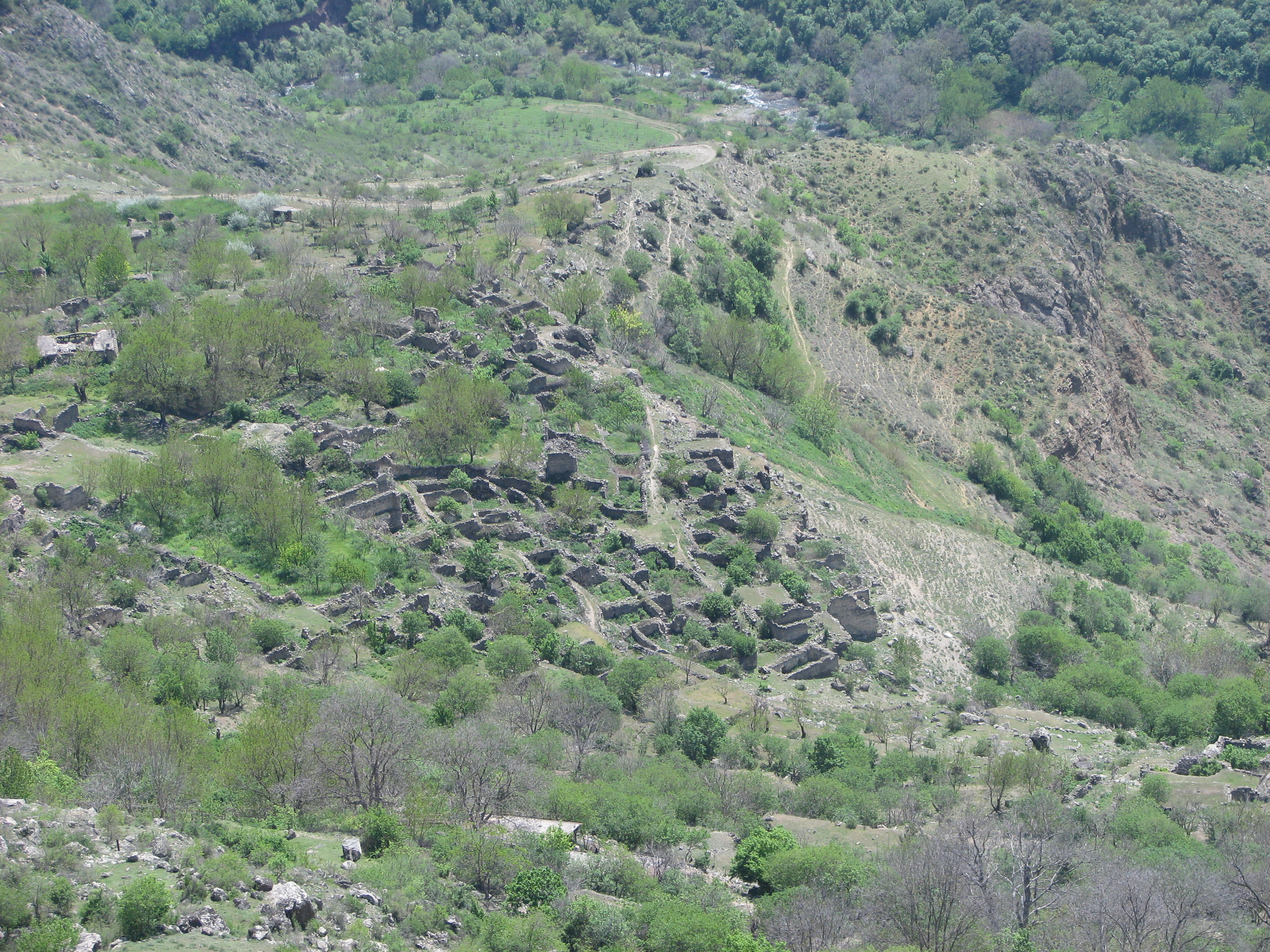
Остатки поселения Алидзор

Название Алидзор произошло от названий поселений Але и Алис. В X веке Алидзор волею княжны Амазаспуи был передан Татевскому монастырю, который использовал его в качестве крепости до XIV века. Сама крепость Алидзор была построена в первой половине XVII века и стала вскоре фамильным замком меликской семьи Мелик Парсаданян из села Бех — влиятельнейшей на территории Капана.
В XVIII веке Давид-Бек перестроил замок под крепость и вместе со своим сподвижником Мхитаром-Беком сделал её административным центром Сюника, используя её в борьбе против войск Османской империи и Персии. Несмотря на немногочисленное войско, Давид-Бек благодаря удачной системе защиты и недоступном расположении крепости сдерживал осады, которые вели многочисленные турецкие войска. При этом в самой крепости остался монастырь.
В 1727 году турецкая армия пыталась захватить Алидзор, но потерпела неудачу: в бой против турок вступили даже монахини. Считается, что монастырь осаждала армия численностью 70 тысяч человек: на момент отступления турок у Бека оставалось около 300 солдат, три священника и 13 епископов в распоряжении, а ушедшие турки оставили на поле 12 тысяч убитыми. В 1728 году умер Давид-Бек, а в 1729 году после очередной осады турки взяли крепость и разрушили её: перед этим они обманом вынудили Мхитара-Бека (Мхитара Спарабеда) и отца Аветиса выйти из крепости якобы для переговоров, а затем убили обоих и взяли штурмом крепость, разрешив уйти только мирным жителям и небольшому отряду воинов.

## Описание крепости
Крепость окружена мощной стеной длиной 50 м и толщиной около 1 м, имеет несколько башен. План крепости — неправильный четырёхугольник, с юго-западной стороны находится единственная округлённая башня. Двухэтажные постройки с севера и юга выполняли роль прихода, с их крыш обстреливали противника. На востоке находится крутой склон, спускающийся к реке Вохчи.
К постройкам замка относится крепость Св. Аствацацин (Пресвятой Богородицы), возведённая в XVII веке и перестроенная в 1723 году. Церковь выстроена из необработанного базальта, имеет форму сводчатого зала. На восточной стороне находится другая церковь, схожая с церковью св. Аствацацин по составу и размерам. На северной стороне находится трапезная, у западной стены видны кельи монастыря. К южной стене примыкает прямоугольное здание, служившее сторожевым помещением монастыря. В крепости есть два входа на юге и на западе: существовала также легенда о тайном входе, который вёл к берегу реки Вохчи. Также за пределами крепости сохранилось старое кладбище с надгробиями.
В 2006—2009 годах на территории крепости проводились реставрационные работы, в ходе которых были восстановлены церковь Пресвятой Богородицы, три стены и южный вход.

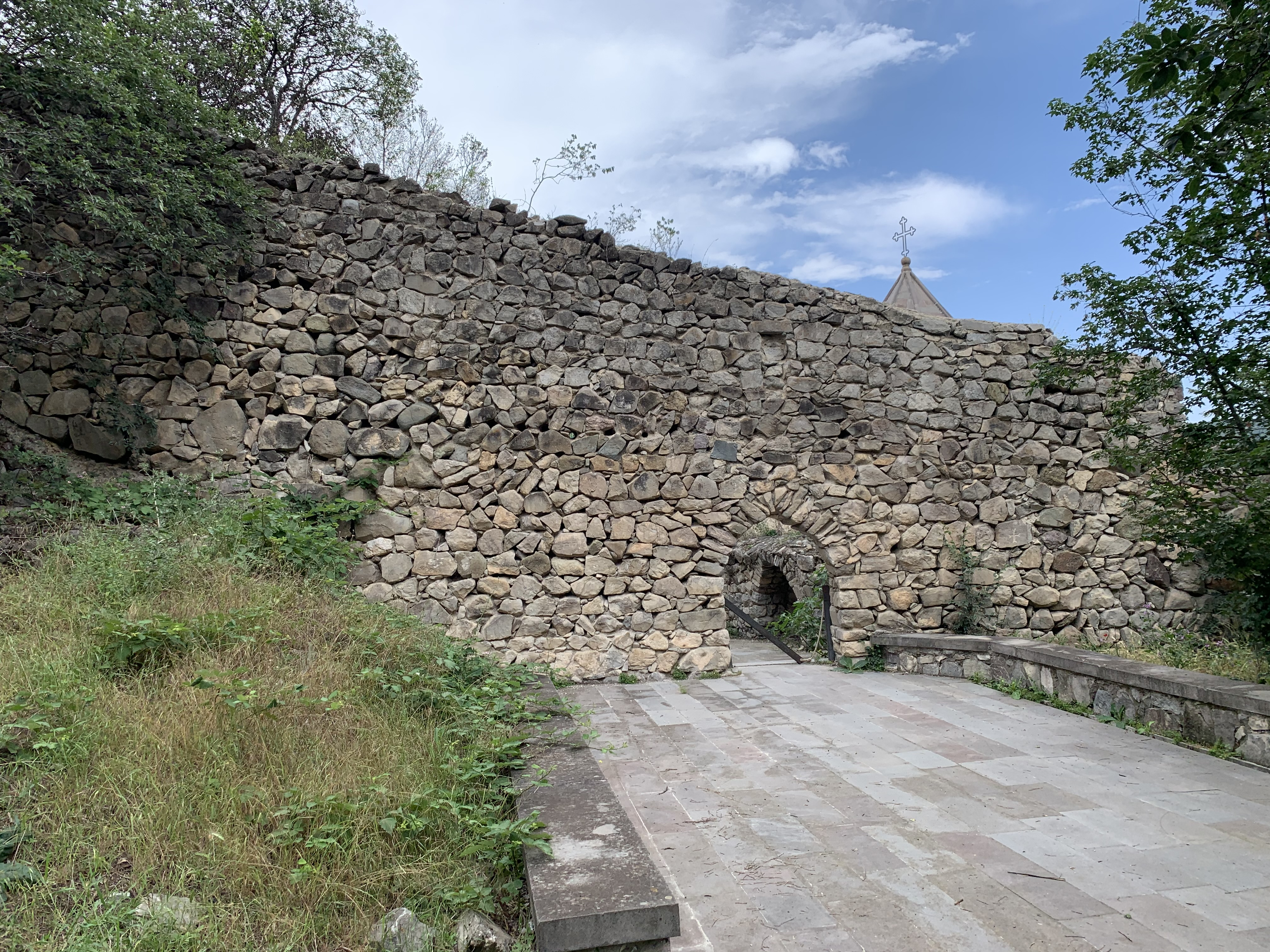
Вход
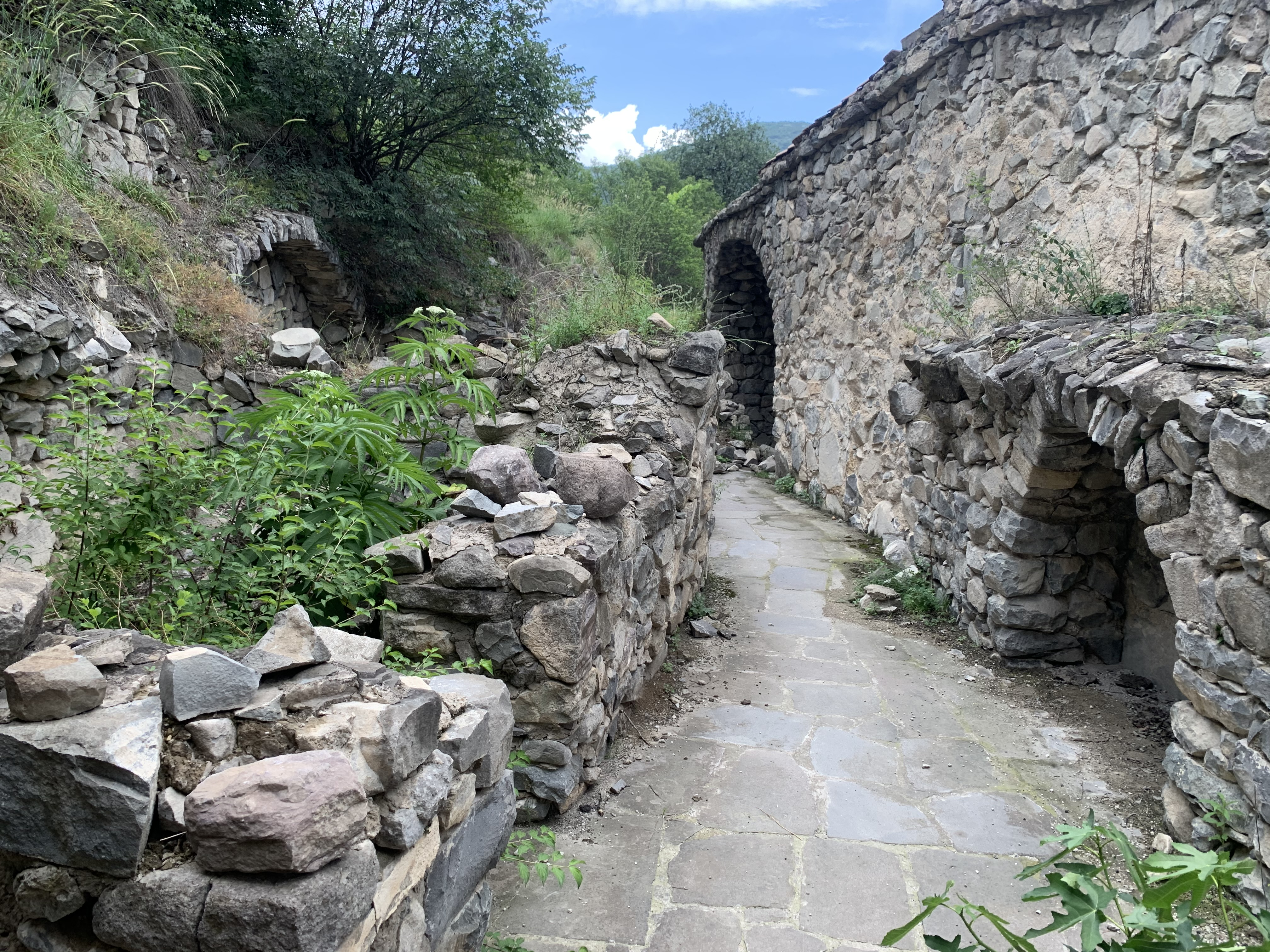
На территории крепости
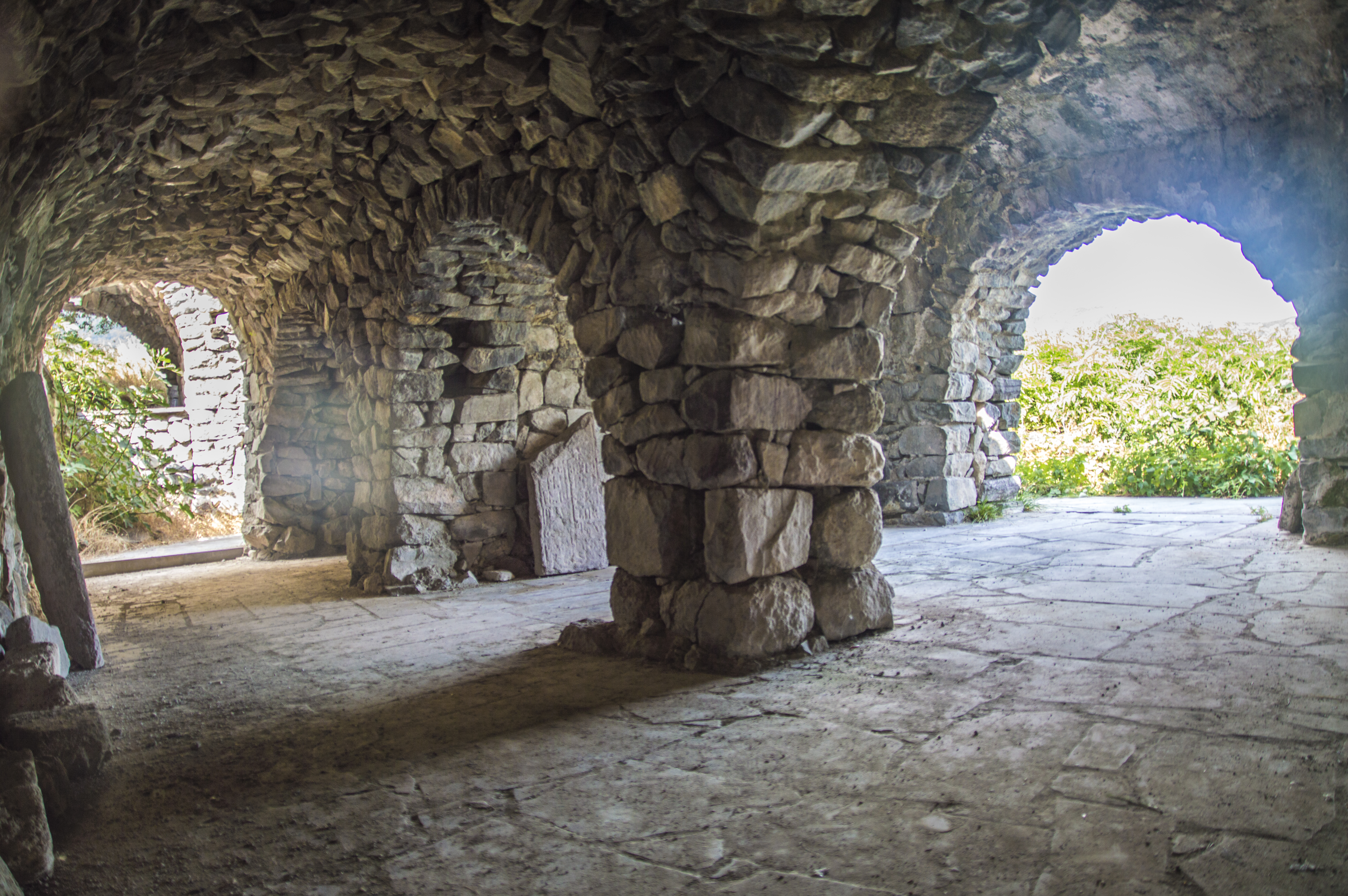
На территории крепости
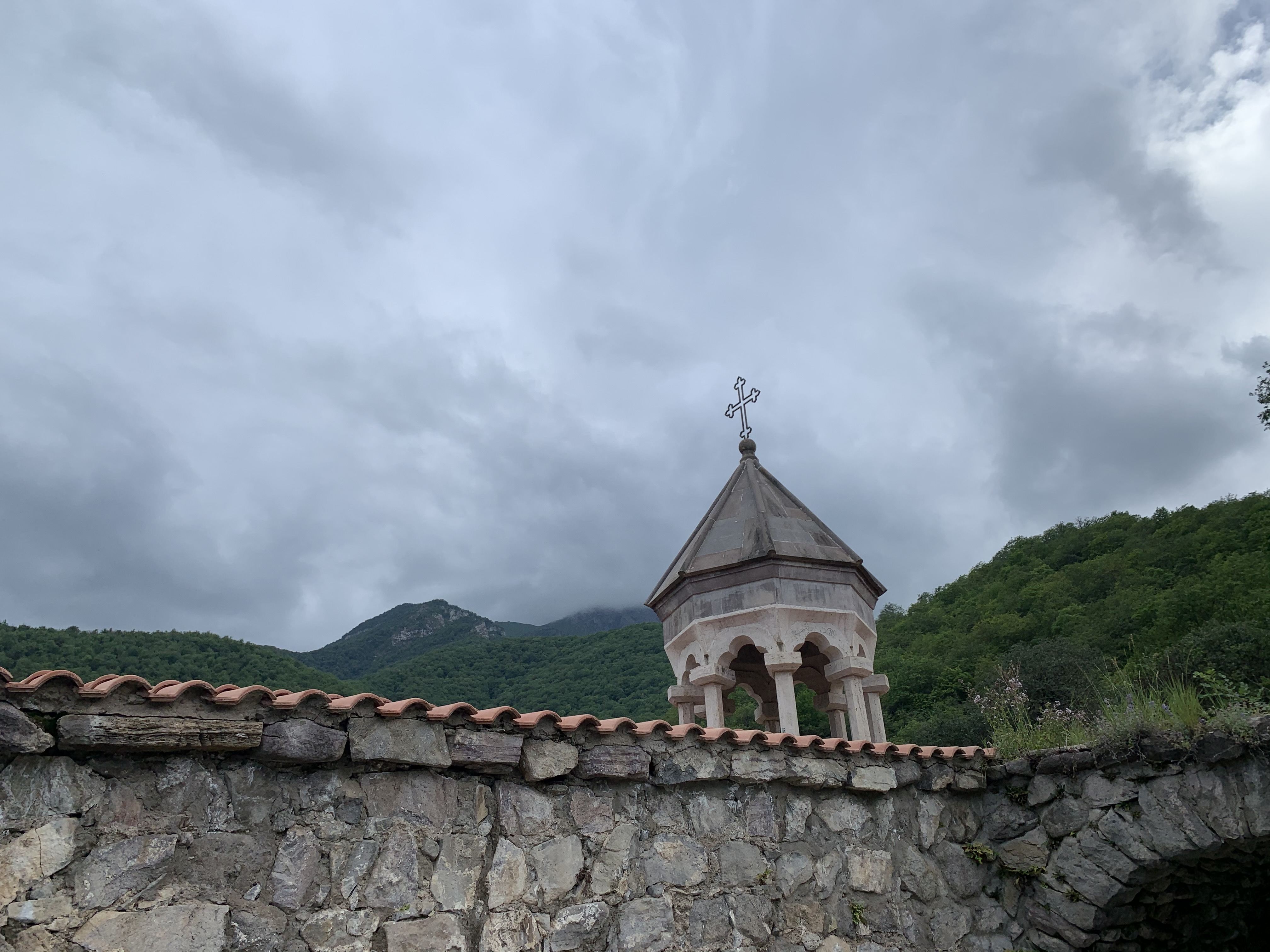
Купол церкви Святой Богоматери
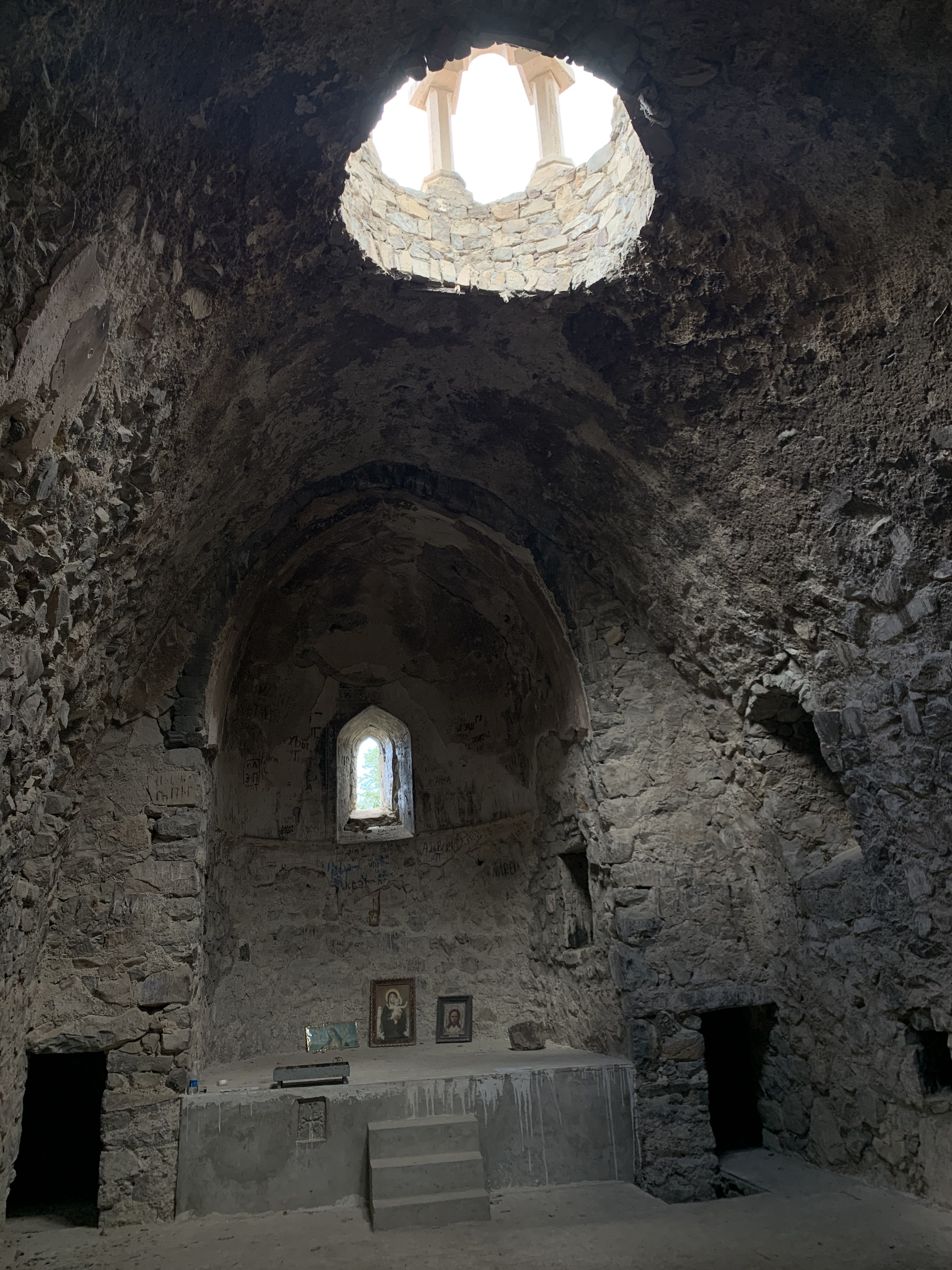
Внутри церкви
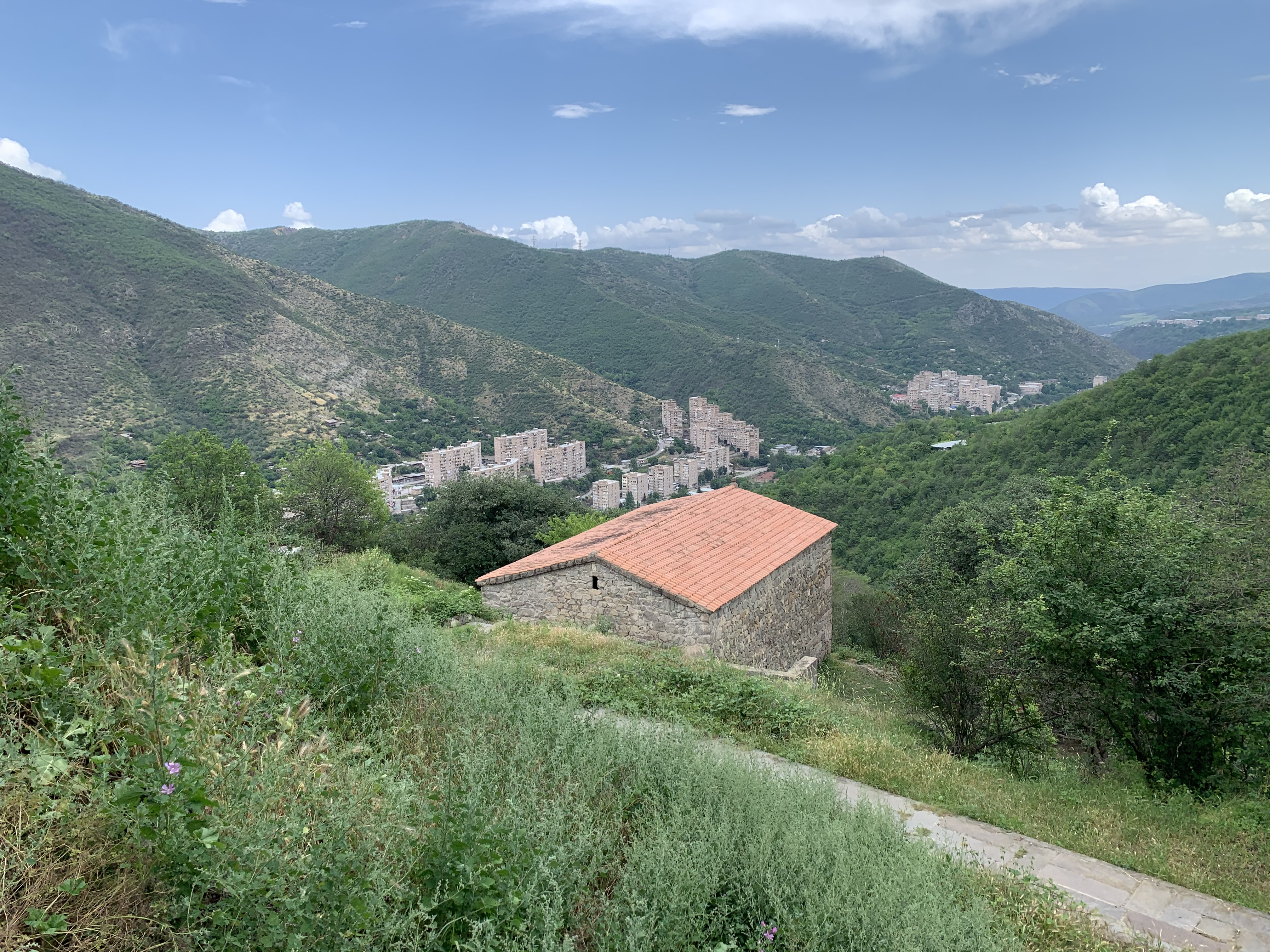
Церковь Сурб Аствацацин и вид на город Капан